# Африкански лъжегръбопер
Африкански лъжегръбопер (Xenomystus nigri) е вид лъчеперка от семейство Notopteridae. Видът не е застрашен от изчезване.

## Разпространение и местообитание
Разпространен е в Ангола (Кабинда), Бенин, Габон, Демократична република Конго, Екваториална Гвинея, Камерун, Либерия, Нигерия, Сиера Леоне, Судан, Того, Централноафриканска република и Чад.
Обитава наводнени райони, крайбрежия, плажове и езера.

## Описание
На дължина достигат до 30 cm.
Продължителността им на живот е около 11,4 години.